# 肛門期
肛門期（こうもんき、独: Analen Phase、英: Anal stage）は、ジークムント・フロイトが主張する5つの心理性的発達理論（独: Triebtheorie、英: Psychosexual development、リビドー発達段階）のうちの2番目の段階であり、口唇期に次いで表れる。

## 概要
フロイトはある時期に小児性欲が肛門を中心とすると考えた。子供は排便を意識し、コントロールの方法を教えられ、適切なときと場所でトイレに行くという「トイレットトレーニング（排泄訓練）」が可能になる。時期については諸説あるが、おおむね2歳から4歳頃までとされる。この時期の子供には自己中心的、情動的な傾向が強い。そのため自分の欲求を即座に満たそうとする場合がままある。何も教育しなければ、どこでもうんちをしてしまう子供であるが、排泄という肉体的反応を適切に行なえるようになることで、性格や自己規律に対して何らかの影響があるとされる。
親は、この時期の子供に対して規則正しく衛生的に排便するように教育することが求められる。そうした親からの働きかけが社会的圧力となり、「適切な排泄行為をしなければならない」という規律と、「母親の要望にこたえられた」という達成感や充実感を得る。このような教育が子供に徐々に適切な排便を身に付けさせていく。
子供は排便のタイミングを自分で判断するようになると、「自信」や「ものを諦める能力」や「我慢する能力」が発達し、自律のための重要な一歩を踏み出す。ただし、この時期の肛門を自分の意思で自由にコントロールできる感覚をしっかりと身に付けなければ、子供のパーソナリティにさまざまな問題が生じる可能性があると言われる。

## 肛門期への固着
トイレットトレーニングの過剰と失敗は子供のパーソナリティに様々な影響を与える。
例えば、トイレに無理矢理行かせたり、過度にタイミングや清潔さに厳しすぎると、ものを捨てるのを嫌がるようになったりする。ためこみ屋でけちな性格になることがある。これは過度なトイレットトレーニングが子供に自分のうんちを溜め込みすぎるのを良しとするため、とフロイトは考えた。
肛門期固着は小児性愛の源泉となるともフロイトは考えた。子供はうんちを幼児やお金に象徴交換して、それを代わりに手に入れたり溜め込んだりするような傾向があると指摘している。
逆にしつけを疎かにすると、子供はいつでも排便する事が良い事だと思い、お金を湯水のごとく使ったり、不潔のままになったりと、整理する事を学ばなくなってしまう、とフロイトは考えた。
芸術との関連も指摘されている。肛門期は自分の体内の一部であるうんちを作って対外に排出するという活動を象徴していると言われ、それは創造的活動などと比較される。また汚いものを排出することとの関連で妄想症が考えられたりもしている。